# Дорошенко, Виталий (футболист, 1994)
Виталий Дорошенко (укр. Віталій Дорошенко; род. 12 декабря 1994, Херсон) — португальский и украинский футболист, полузащитник. Выступает за «Драгоэнс Сандиненсес».

## Клубная карьера
Родился в Херсоне 12 декабря 1994 года. В 8 лет с родителями переехал в Португалию. Воспитанник «Гафаньи». Также на молодежном уровне представлял команды «Порту», «Кандал» и «Униан Ногейренсе».
На профессиональном уровне дебютировал за кипрскую «Доксу» в матче против АЭЛа выйдя на замену на 85 минуте матча. За катокопиасский клуб провёл в высшем дивизионе Кипра 8 матчей и забил 1 гол отметившись в матче против «Неа Саламинас». С 2014 по 2016 год выступал за Ногейренси (за исключением 6 месяцев в 2015 году, когда Виталий выступал за «Олимпиакос» Никосия). Сезон 2016/17 годов провел в «Валдареш-Гае». С 2017 по 2019 год защищал цвета «Фос» (Порту), а затем — клуба «Драгойнш Сандиненсеш».